# Caux
Caux é uma comuna francesa na região administrativa de Occitânia, no departamento de Hérault. Estende-se por uma área de 24,84 km². Em 2010 a comuna tinha 2 593 habitantes (densidade: 104,4 hab./km²).